# Venezianische Diplomatie

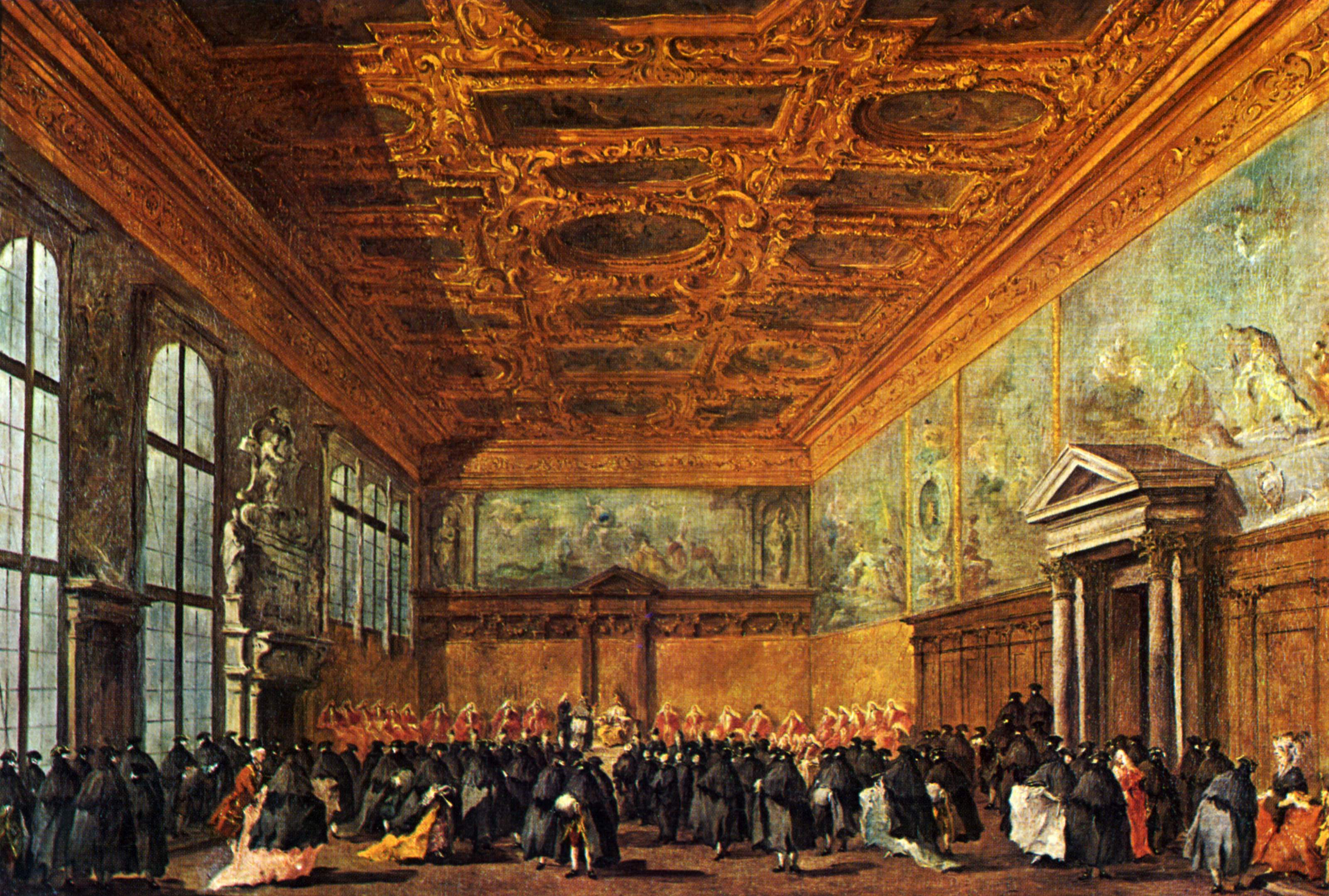
Gesandtenempfang in der Sala del Collegio des Dogenpalasts, Francesco Guardi, 1770–1775

Der Schweizer Historiker Johannes von Müller gilt als Entdecker der Relazioni der venezianischen Gesandten. Berühmt wurden sie jedoch erst durch die Arbeiten Leopold von Rankes, der 1830 fünf Monate im Staatsarchiv arbeiten durfte.
Die Wurzeln der Diplomatie Venedigs lassen sich allerdings erheblich weiter zurückverfolgen, wenn sich Aussagen auch nur über die bedeutenderen Gesandtschaften und die ebenfalls im Verhandlungsverkehr auftretenden Leiter der Kaufmannskolonien machen lassen. Die Abstufung vom einfachen Überbringer eines Briefes zum dauerhaft etablierten Botschafter war noch durchlässig, wobei man von Botschaftern oder gar eigenen Botschaften erst im 15. Jahrhundert sprechen kann. Die Aufgabe wurde ausschließlich von Adligen wahrgenommen.
Entsprechend der venezianischen Verfassungsentwicklung beschlossen kleine, mündlich verhandelnde Gremien um den Dogen lange über Gesandtschaften, doch zog der Große Rat, später der Senat diese Zuständigkeit an sich. Damit wurde auch das Berichtssystem um eine schriftliche Komponente erweitert, aus der später die Relazioni hervorgingen. Ähnliches gilt für die Comissio, die die Verhandlungsbefugnisse des Gesandten schriftlich festhielt.
Da Gesandte mit Potentaten verhandelten, mussten sie eine angemessene, ostentative Freigebigkeit zur Schau tragen, was Venedig dazu veranlasste, Obergrenzen zu bestimmen, auf Reisen Sparsamkeit zu verordnen, zu kontrollieren und die Auslieferung aller Gegengeschenke zu verlangen. Zum Teil wurde die Finanzierung mittels Krediten erzielt, zum Teil wurden die Kosten auf die Amtsträger abgewälzt.
Besonders kompliziert war das Verhältnis zum Kaiser von Byzanz, der theoretisch und symbolisch immer noch die Weltherrschaft beanspruchte, was die Venezianer unterliefen, indem sie – entsprechend den guten oder schlechten Beziehungen – Teile der Rituale verweigerten.

## Ständige Vertreter und Gesandtschaftswesen im 13. und 14. Jahrhundert

### Rhetorik und Eloquenz
Wie in den meisten politischen Feldern, so gab es in Venedig auch für einen Gesandten oder Unterhändler keinerlei vorgeschriebene Ausbildung. Die üblichen Kriterien, wie langjährige Erfahrung, persönliche Beziehungen am Tätigkeitsort, Loyalität und Eloquenz dürften ausschlaggebend gewesen sein.
Diese Eloquenz erwarb jeder Adlige in der Praxis, doch unterlag der Schriftverkehr strengen Regeln, die durch Briefsteller (artes dictaminis oder dictandi) vermittelt und beeinflusst wurden.
Zudem mussten die Unterhändler die am Verhandlungsort gebräuchlichen Regeln der Rhetorik, insbesondere die stark zeremoniell strukturierte Rhetorik beim Sprechen vor dem byzantinischen Kaiser, berücksichtigen. Oftmals stieß die in ihren Augen übermäßige Rhetorisierung der Rede und des gesamten Gebarens am Kaiserhof auf Ablehnung.
Die richtige Mischung aus (nicht zu) unterwürfiger Bitte und klarer Forderung,
meist juristischer Argumentation, auch gegen den jeweiligen Herrscher, unter gleichzeitiger Anerkennung der Ehre des Herrschers und des Reiches, erforderten zahlreiche Fertigkeiten und Kenntnisse.
In der Geschichtsschreibung erscheint Eloquenz und geschulte Briefrhetorik vielfach als Charakteristikum des Adels. Umgekehrt stilisiert sich die Ars dictaminis als Mittel des gesellschaftlichen Aufstiegs auf dem Festland. Damit identifizierte man dort zunehmend, vor allem ab der ersten Hälfte des 13. Jahrhunderts, die daraus gezogenen Fertigkeiten als Signum der Herrschaftsgruppe.

### Bezeichnung und Befugnisse
Die später bedeutende Unterscheidung zwischen nuncii, procuratores, legati und ambaxatores, die die ganze Bandbreite zwischen dem mit einem spezifischen Verhandlungsauftrag ausgestatteten Unterhändler und einer dauerhaft ansässigen Botschaft abdecken, war im 13. Jahrhundert noch nicht sehr ausgeprägt. So nannte ein Beschluss des Großen Rates von 1283 die Reise eines „nuncius“ nach Tunis eine „ambaxata“, 1284 wurde ein „tractator“ nach Padua entsandt, 1285 ein „nuncius“ nach Almissa, 1286 ein „ambaxator“ nach Ortona entsandt, ohne dass zu erkennen wäre, worin jeweils der Unterschied lag. In allen drei Fällen sollten die Entsandten Schädigungen regulieren, die Venezianern am Ort entstanden waren. Der 1224 in ähnlicher Mission nach Durazzo entsandte Marino Tiepolo wurde als „legatus“ bezeichnet.
Schon um diese Zeit hatte sich die Vorstellung entwickelt, dass ein nuncius oder ein legatus einen Brief zu übergeben hatte und ihn gegebenenfalls mündlich erläuterte, ein procurator hingegen volles Abschlussrecht für jede Vertragsart besaß. Er erhielt dazu Weisungen und Befugnisse, um seinen Verhandlungsspielraum abzugrenzen. Die erste Gruppe von Prokuratoren, die mit plena potestas oder voller Entscheidungsfreiheit ausgestattet war, ist aus dem Jahr 1201 bekannt. Es war die Kommission, die mit den in Venedig versammelten Kreuzfahrern Ort, Zeit, Umfang und Kosten der Überfahrt von Venedig ins Heilige Land aushandelte. Ihre Abmachungen beanspruchten volle Gültigkeit, auch ohne Rücksprache mit den höchsten Gremien.
Daher haben wir es in Venedig in den meisten Fällen diplomatischer Kontakte mit ambaxatores zu tun, die normalerweise keine Verträge abschließen durften. Dieses Recht konnte ihnen zwar übertragen werden, doch behielt sich Venedig eine Ratifizierung oder Anerkennung der von ihnen ausgehandelten Abmachungen vor.

### Auslöser für die Entsendung
Amaxatores oder zuweilen Tractatores wurden offenbar nur dann ausgesandt, wenn besondere Probleme oder Aufgaben auftauchten, nicht, um diplomatische Kontakte dauerhaft zu halten. Allgemein wurden diese Reisen dann mit „wegen der Paduaner Angelegenheit“ (pro facto Padue) oder etwas konkreter mit „weil eine Genugtuung (satisfactio) für die Schäden unseren Getreuen nötig ist“. Letzteres geschah häufig. Zahlreiche Fälle von Schädigungen venezianischer Kaufleute sind überliefert. Dabei konnte es sich um Piraterie, Raub (z. B. von Seide), Zollvergehen, aber auch um pogromähnliche Vorgänge wie in Trani handeln, wo die ansässigen Venezianer aus Sicherheitsgründen aufgefordert wurden, den Ort zu verlassen. Bezeichnenderweise erhielt der Konsul von Trani bereits 1272 das Recht, Waffen zu tragen, um sich und seine Familie verteidigen zu können. Ein weiterer Grund für eine Entsendung war der Abschluss eines Vertrags, wie etwa mit Bologna am 24. März 1286. Eine Sonderrolle spielte die römische Kurie, bei der gelegentlich um die Lösung vom Interdikt ersucht werden musste, was zu komplizierten Verhandlungen führte, deren Details allerdings nur äußerst selten und bruchstückhaft greifbar sind.

### Lokale Strukturen
Bei weniger bedeutsamen Verhandlungen traten die Vicedomini als Beauftragte in ganz Oberitalien und auf Istrien auf. Darüber hinaus bewältigten zahlreiche Konsuln rund ums Mittelmeer den diplomatischen Verkehr, insbesondere mit Alexandria, Tunis, aber auch, wenn es die Umstände erforderten, zu den mongolischen Herrschern.
Sollte eine Gesandtschaft ausgeschickt werden, was immer einen hohen materiellen und personellen Aufwand in der dünnen venezianischen Führungsschicht verursachte, so verband man gern die beiden Positionen des Gesandten mit der des für ein Jahr ortsansässigen Konsuls. So entsandte der Große Rat am 27. April 1281 einen erfahrenen Mann nach Tunis, der dort für ein Jahr Konsul sein sollte, und er sollte Nuncius beim König Tunesiens sein. Dazu sollte er einen Presbyter, vier Gehilfen und zwei Pferde erhalten. Am 16. Mai wurde sein Konsulat auf zwei Jahre verlängert.
Damit war offenbar eine dauerhafte Vertretung am Königshof intendiert. Deutlicher wird dies beim Konsul von Apulien. Er war der Generalvertreter aller venezianischen Händler im Reich Karls von Anjou und seiner Nachfolger. Dabei hielt er sich offenbar längere Zeit am Königshof auf, doch zwangen die enormen Kosten zur zeitlichen Beschränkung dieses Aufenthalts. Seine Verhandlungsfreiheit war offenbar so groß, dass mindestens zwischen 1282 und 1299 keine einzige Gesandtschaft vonnöten war, was angesichts der turbulenten politischen Verhältnisse nach der Sizilianischen Vesper (1282) überrascht.
Noch weiter gingen die Rechte des Bailò in Konstantinopel. Er stand nicht nur der venezianischen Kolonie vor, sondern war maßgeblich an allen politischen Entscheidungen zwischen 1204 und 1261 beteiligt. Daher hören wir nur selten von Gesandtschaften, wie 1237 von der unter Leitung von Marco Bembo. Im Gegensatz dazu mussten nach 1265, als Konstantinopel von den Griechen zurückerobert worden war (1261), wieder Gesandtschaften ausgestattet werden. Der Bailò, der die nun wieder eingerichtete, verkleinerte Handelskolonie in Konstantinopel leitete, hatte nur noch vergleichsweise geringe diplomatische Kompetenzen.

### Die Auswahl der Gesandten, Weisungsbefugnis (commissio)
Nur ein kleiner Kreis von Adligen kam für die strengen Ritualen unterworfenen und politisch komplizierten Verhandlungen einer Gesandtschaftsreise in Frage. Insbesondere bei Gesandtschaften an Königshöfe tauchten immer wieder dieselben Namen auf: Tiepolo, Dolfin, Ziani, Gradenigo, Zeno, Bembo usw. Neben Erfahrung und Zugehörigkeit zum Adel – schon um Männer von den Königen gleichrangiger Geburt einsetzen zu können – gehörte eine rhetorische Befähigung zum Amt sowie ausgeprägte Sachkenntnis. So wurde etwa Marco Bembo, der sich in Byzanz auskannte, häufig dorthin entsandt.
Ein weiteres Kriterium war die Ausstattung der Gesandtschaft, denn diese geschah nur zum Teil auf Staatskosten. So heiß es 1292, dass es schwer sei, jemanden für die Gesandtschaft an den Despoten von Epirus zu finden – wegen der Ärmlichkeit der Entlohnung („propter paucitatem salarii“). Die Teilnahme an einer Gesandtschaft war sicherlich eine große Ehre und ein Mittel des politischen Aufstiegs, aber auch eine mit hohen Kosten belastete, oftmals gefährliche Aufgabe.
Innerhalb des venezianischen Kolonialreichs und der von Venedig abhängigen Gebiete kamen Gesandte hinzu, die nur zum Überbringen einer Anweisung oder eines Befehls an die lokalen Amtsträger geschickt wurden. Formulierungen wie „dass jemand an den Duca di Candia und die Räte von Kreta gesandt wird, um zu befehlen ...“ tauchen häufig auf.
In der Forschung wurde lange angenommen, dass ausschließlich der Große Rat für die Bestellung der Gesandten zuständig war, doch findet sich im Liber Plegiorum ein Beschluss von 1224, der zeigt, dass auf Wunsch des Dogen und der Mehrheit seiner Räte ein Gesandter nach Thessaloniki ausgeschickt werden sollte. Vom Großen Rat ist hier nicht die Rede. Dies passt allerdings gut in die Verfassungsentwicklung Venedigs, in der der Große Rat nach 1200 immer mehr Kompetenzen und Zuständigkeiten an sich zog.
Offenbar wurde die Wahl nicht immer mit Begeisterung aufgenommen, denn schon um 1200 wurden erstmals Bußgelder angedroht, wenn jemand ein solches Amt ablehnte oder sich gar durch Flucht entzog. Man einigte sich immerhin auf legitime Gründe, die eine Ablehnung rechtfertigen konnten. So musste Iacopo Tiepolo, der 1293 als Gesandter nach Cremona ausgewählt worden war, diese Reise nicht antreten, da er krank war.
Trotz Geheimhaltungsschwierigkeiten wurden die Verhandlungsspielräume der Gesandten im Großen Rat festgelegt, einem für diese häufig brisanten Themen viel zu großes Gremium. Das galt auch für das Verlesen von Briefen, die etwa an den Papst geschickt werden sollten. Doch schon im 13. Jahrhundert gab der Große Rat diese Kompetenz, insbesondere wenn es um die Festsetzung des genauen Spielraums ging, der in einer schriftlichen commissio abgefasst wurde, an den Senat. Die Senatoren, zu dieser Zeit noch Rogati genannt, instruierten den Gesandten zum Papst, der 1285 im Großen Rat gewählt worden war, en détail. 1292 heißt es nur noch lapidar, er solle im Großen Rat gewählt werden, doch die commissio erhielt er im Consilium Rogatorum, dem späteren Senat also, und dem Rat der Vierzig, dem obersten Gerichtshof. Ähnlich entwickelte sich die Frage der Finanzierung, die zunehmend an kleinere Gremien abgetreten wurde. 1289 wurde ein Gesandter nach Sizilien nicht mehr im Großen Rat bestimmt. 1291 sollten Rogati und Rat der Vierzig über alles so beschließen wie der Große Rat selbst, was die comissio anbetraf, aber auch die Entlohnung, die anfallenden Kosten, ja, sie sollten sogar entgegenstehende Beschlüsse anderer Gremien widerrufen können. Es wurde in Krisenzeiten selbstverständlich, dass der Große Rat die Gesandtschaften nicht mehr bestimmte. Der Rat der Dreißig, der während des Krieges gegen Genua von 1293 bis 1299 zahlreiche Befugnisse erhielt, bestimmte auch über die Gesandtschaften. Offenbar wurden Gesandte nur noch der „Wahlmaschinerie“ des Großen Rates überantwortet, wenn Grundsatzfragen berührt wurden, wie etwa die Übernahme zweier Ämter gleichzeitig.

### Ausstattung und Größe

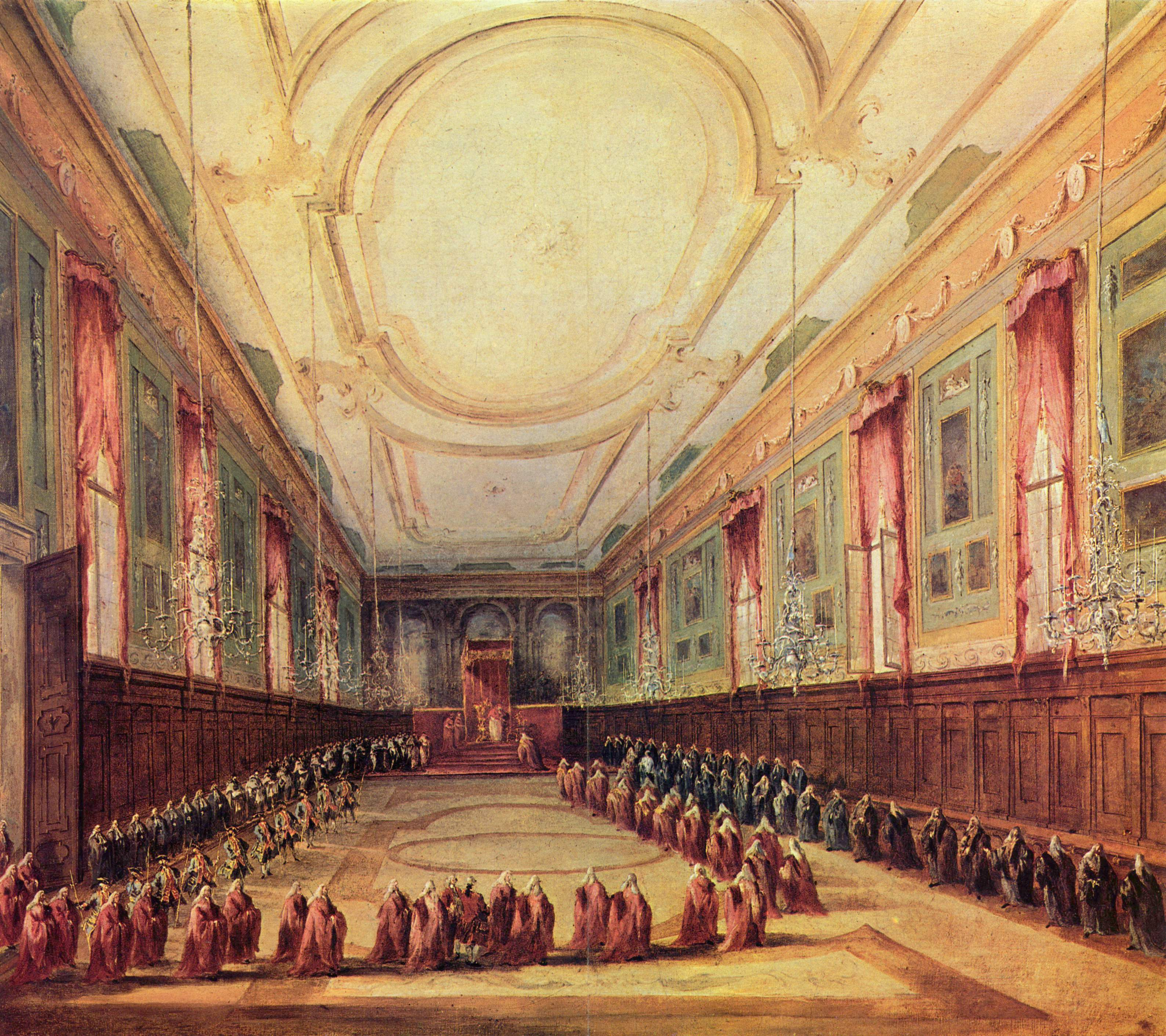
Papst Pius VI. empfängt den Dogen, Francesco Guardi, 4. Viertel 18. Jahrhundert

Ein wichtiges Kriterium für die Festsetzung, wie viele Gesandte man brauchte, war die Kostenfrage. Doch auch die Ehre des Verhandlungspartners war von großer Bedeutung. So begründete der Große Rat die Erhöhung der Zahl der Gesandten an den Papst mit dessen Ehre („pro ipsius honore“). Als Venedig während des Krieges gegen die Genuesen 1298 nur zwei Gesandte nach Rom schickte, war dies sicherlich eine Notmaßnahme. Zu einer Gesandtschaft gehörte ein Geistlicher, mehrere Diener, dazu Pferde. Die Reisekosten versuchte man zu vermindern, indem man den Reiseweg vorschrieb, was gelegentlich auch aus Sicherheitsgründen geschah. So schrieb man 1297 dem Gesandten nach Sizilien vor, zuerst nach Trani zu segeln. Erst von dort konnte er seinen Weg frei fortsetzen.
Insgesamt beschwerte sich der Senat, die Gesandtschaften würden einen großen Teil der kommunalen Einnahmen auffressen. Um eine Kontrolle über den Umgang mit den mitgegebenen Gütern und dem Geld zu haben, sollten sie Abrechnungen über Gehälter, dazu Auflistungen der von der Kommune gestellten Güter und Pferde führen. Auch sollten sie alles, was übrig blieb, zurückgeben. Ausdrücklich reiste der Gesandte, sobald er San Nicolò auf dem Lido hinter sich ließ, auf eigene Gefahr.
Bei seinem Aufbruch musste jeder Gesandte schwören, alles zu Nutzen und Ehre Venedigs zu tun. Alle Geschenke und Gaben, die er auf seiner Reise erhielt, hatte er zu Hause abzugeben. Einzige Ausnahme waren Speisen. Ab 1275 war jeder Gesandte verpflichtet, für jeden Tag die Auslagen zu notieren, vermutlich bereits getrennt nach Posten, die durch das Gehalt abgedeckt waren, und solchen, die von der Kommune übernommen wurden. Bei Kosten von mehr als 18 Grossi pro Tag behielt sich der Große Rat ab 1280 die Genehmigung vor, beschwerte sich 1293 allerdings darüber, dass Gesandte ihre Listen nicht eingereicht hätten, und setzte eine Frist von drei Monaten. 1296 gab man Gesandten mit Kosten von mehr als 18 Grossi pro Tag einen Schreiber mit (der drei Grossi erhielt). Gleichzeitig sollten die Rechnungsprüfer (de super racionibus) die Abrechnung einfordern und genauestens prüfen. Auch der prachtvollen Gesandtschaft, die 1291 zum König von Ungarn reiste, wurde neben 24 Pferden und den üblichen Dienern, ein Koch, ein Notar und vor allem ein expensator mitgegeben, der alle Kosten zu notieren und zu kontrollieren hatte.
Um die Finanzierung der hohen Ausgaben zu sichern, sollten notfalls Holz- und Weinkonzessionen verpachtet werden. Besonders Gesandtschaften an Königshöfe verursachten hohe Kosten. Als 1283 ein Gesandter nach Tunis entsandt werden sollte, legte man sein Gehalt auf 400 Libra fest, zudem die für einen König üblichen Geschenke. Dazu kam ein Kaplan, sechs Diener, unter ihnen ein Koch, die jeweils ein Gehalt und ein Kleidungsstück erhielten. Auf dem Seeweg erhielt der Gesandte 40 solidi grossorum pro Monat, auf dem Landweg 50, dazu Wagen und Pferde. Was darüber hinausging, zahlte er aus eigener Tasche. Was übrig blieb, musste abgegeben werden. Aus den Weinzöllen und aus Krediten sollte die Reise finanziert werden, doch hoffte man, der König werde reichlich schenken. Dies reichte aber offenbar nicht aus, so dass doch eine Anleihe aufgenommen werden musste. Dazu kam, dass den Bediensteten die Entlohnungen offenbar zu niedrig waren, denn 1283 fand der Gesandte Nicolao Faletro nicht genug Tubatores, und auch keinen Priester, der ihn begleiten wollte. Den Kostendruck bekam auch der Konsul von Apulien zu spüren, der sich während der Feldzüge des Königs, wenn dieser also abwesend war, nicht am Hof aufhalten durfte. Um die Kosten für Schiffspassagen zu vermindern, untersagte man den Gesandten, mehr als das von der Kommune gestellte Pferd mitzunehmen.
1287 verfiel man auf die Idee, die Händler, für deren Ansprüche eine Gesandtschaft zusammengestellt werden sollte, an den Kosten zu beteiligen. So trug die Kommune nur noch die Hälfte der Kosten für den Gesandten an den König von Raszien.
Ende des 13. Jahrhunderts wurde die Weizenkammer (Camera frumenti), die eigentlich für die Bevorratung mit Getreide verantwortlich war, und dazu mit großen Summen umging, zunehmend mit anderen Kosten belastet. Das galt auch für die Gesandten. Für sie nahm man immer wieder Kredite bei der Kammer auf, doch verlangte der Senat in den 1340er Jahren, dass für solche Kredite die Zustimmung aller Mitglieder der Dominante, von drei Viertel der Senatoren und des Rates der Vierzig notwendig seien.

### Empfangszeremoniell
Der Empfang einer venezianischen Gesandtschaft des Mittelalters ist nirgendwo beschrieben. Jacobus de Voragine berichtet zwar über den ersten genuesisch-venezianischen Krieg, hält seine Beschreibung der diplomatischen Kontakte aber äußerst knapp, wie die meisten Chronisten seiner Zeit. Caffaro berichtet immerhin zu Empfängen der Jahre 1242 und 1293. 1242 trafen sich die venezianischen Gesandten Pietro Gradenigo und Iacopo de Duro zur Verlängerung des ablaufenden Bündnisses mit den Genuesen Guido Spinola und Ugo de Flisco im neutralen Lucca. Einen neutralen Ort zu wählen, scheint zwischen den Erzrivalen üblich gewesen zu sein, denn auch 1257 traf man sich, diesmal in Bologna. Ein zweites Treffen sollte wohl bereits auf genuesischem Gebiet erfolgen, genauer in Porto Venere. Schon an der Grenze wurde den Gesandten eine bewaffnete Eskorte entgegengeschickt, die auf Kosten der Kommune Genuas ausgestattet worden war. Das Treffen, conventio genannt, fand an einem Ort statt, den man locus comunis nannte, wie 1293, als man in Cremona verhandelte. Bei dieser Gelegenheit sollten von beiden Seiten je vier ambaxatores erscheinen, dazu je zwei Priester. Diese erstaunlich große Verhandlungsrunde tagte volle drei Monate.
Die Wahl eines neutralen Ortes hatte ihre Berechtigung, denn gelegentlich wurden die Gesandten gegen ihren Willen festgehalten. So hielt Azzo VIII. d’Este (1293–1308) eine ambassaria an seinem Hof fest, nachdem die Verhandlungen gescheitert waren, und forderte sie auf, an seiner Tafel Platz zu nehmen.
Ein ungleich komplizierteres Verfahren bestand am byzantinischen Hof. Pseudo-Kodinos führt allein 75 verschiedene Hofämter auf (s. Ämter und Titel im byzantinischen Reich). An siebenter Stelle nach dem Kaiser führt er den Megas-Konostavlos (Groß-Comes Stabuli) auf, der an der Spitze der als „fränkisch“ bezeichneten, westlichen Händler stand. Mit der Empfangszeremonie war der dritte Mann nach dem Kaiser, der Protovestiarios beschäftigt. Vor dem kaiserlichen Zimmer warteten im Triklinium der Megas heteriarchos und der Hof-Primicerius. Saß der Kaiser auf dem Thron, so durften die Beamten und Würdenträger hereingerufen werden – sorgsam getrennt in zwei Gruppen nach ihrem Rang. Dann erst nahm jeder an dem ihm zugewiesenen Platz Aufstellung. Der Megas-Primicerius überreichte das Szepter, nachdem er es von einem Pagen erhalten hatte, dem Kaiser. Nun wurden auch die mittleren Hofchargen hereingerufen, wobei die Hierarchiestufen an der Farbe der Kleider und der Schuhe erkennbar waren. Der Empfang wurde auf Wunsch des Kaisers beendet, indem der Primicerius leicht mit seinem Stock auf den Boden schlug. Darauf traten die mit Holzstöcken ausgestatteten Heteriarchen zu denjenigen, die erst nach Übergabe des Szepters hatten eintreten dürfen. Während des Empfangs durften eilige Nachrichten nur durch den Protovestiarios, falls dieser abwesend war, vom Groß-Heteriarchen übergeben werden. Nur wenn dieser gleichfalls abwesend war, überbrachte sie der Hof-Primicerius.
Dass die venezianischen Gesandten dieses komplizierte Ritual oftmals störten, überliefert Pseudo-Kodinos für die Osterzeremonie. Zunächst übergaben Kirchenmänner bei dieser jährlichen Feier dem Kaiser und seinen höchsten Beamten vor der Hagia Sophia Kerzen. Daraufhin durchschritt man unter Gesängen die Kirchenpforten, der Kaiser küsste Bibel und Kreuz. Währenddessen wurde der kaiserliche Thron ins Triklinium gebracht. Nach dem Gottesdienst kehrte der Kaiser in den Palast zurück. Während er sitzend das Schwert hielt, defilierten alle Beamten an ihm vorbei und küssten des Kaisers rechten Fuß, seine rechte Hand und seine rechte Wange. An dieser Stelle war der genuesische Podestat anwesend, der in gleicher Weise verfuhr. Daraufhin erhielten er und seine Leute Kerzen, mussten die (orthodoxe) Osterzeremonie danach allerdings wieder verlassen.
Als nun Michael VIII. mit den Venezianern einen neuen Vertrag abgeschlossen hatte, der ihre Rückkehr ermöglichte (1265), stand an ihrer Spitze wieder ein Bailò. Doch die Venezianer weigerten sich, sich auf den Boden zu werfen und küssten auch nicht den rechten Fuß des Kaisers. Beim zweiten Besuch beugten sie nicht einmal mehr das Knie. Schließlich weigerten sie sich sogar, empört sich Pseudo-Kodinos, dem Kaiser ein langes Leben zu wünschen, und ihre Schiffe flaggten bei der Vorbeifahrt am Kaiserpalast noch nicht einmal einen Gruß. Das provokative Verhalten der Venezianer, die alle Etikette ignorierten, lässt sich vor den laufenden Kriegsvorbereitungen leicht erklären, die zur Rückeroberung des verlorenen Konstantinopel führen sollten.

### Mündliche und schriftliche Berichterstattung
Am 23. Dezember 1268 legte ein Beschluss des Großen Rates fest, dass die ambaxatores, die Gesandten, ihre schriftlichen Berichte innerhalb von 15 Tagen schriftlich niederzulegen hatten. Ebenso legte der Rat 1296 fest, dass der mündliche Bericht der Gesandten nicht nur vor dem Dogen und seinem Rat abzugeben sei, sondern auch vor demjenigen Gremium, das die Aussendung des Gesandten veranlasst hatte.
Offenbar wurde von Anfang an zwischen referir, dem mündlichen Berichten, und der Relazione, dem schriftlichen Bericht unterschieden, ohne dass diese Begriffe bereits fassbar sind. In einem Gesetz von 1268 wurden die Gesandten nicht nur aufgefordert, alles zu berichten, was sie in Erfahrung gebracht hatten, sondern auch Gerüchte mitzuteilen.
Da die Gesandten bereits während ihrer Mission brieflich Bericht erstatteten, war ein Teil der Vorgänge bei ihrer Rückkehr bereits bekannt. Wir besitzen zwar keine Relazioni aus der Zeit vor 1300, aber anhand eines recht klar formulierten Auftrags lässt sich erkennen, welche Ansprüche an die Ermittlungen eines Gesandten gestellt werden konnte. 1307 erkrankte Azzo VIII. Este, Signore von Ferrara, Modena und Reggio schwer. Der Doge Pietro Gradenigo entsandte unter dem Vorwand der Anteilnahme eine Gesandtschaft, die aus Giovanni Foscarini, Giovanni Soranzo (dem späteren Dogen) und Alvise Querini bestand. Die drei politisch erfahrenen Männer sollten, wenn es der Zustand des Este erlaubte, ihm die Grüße des Dogen ausrichten und sein Mitgefühl. Sollten sie feststellen, dass er schon gestorben war, oder im Sterben liege, war es wichtig, die inneren Zustände in seinem Gebiet besonders schnell zu erfahren und diese brieflich mitzuteilen. Wie in späteren relazioni tauchten auch hier Fragen nach der Person des Herrschers, dem Zustand von Land und Bevölkerung, dem Willen und der politischen Neigung der Bevölkerung auf. Die Hinweise auf Diskretion und Geheimhaltung machten die Gesandtschaftsreise einer Spionagetätigkeit ähnlich.
Auch die weiteren Anweisungen sind detailliert. Zunächst sollten die Gesandten, unter Erinnerung an die Langmut des Dogen, Beschwerden wegen der Vertragsverstöße der letzten Jahre vorbringen. Ebenso sollten sie an die letzte Gesandtschaft erinnern, die Wiedergutmachungsforderungen gestellt hatte, und daran, dass nur ein Teil der Forderungen erfüllt worden war. Dies waren nur diplomatische Floskeln, denn noch vor kurzem hatte Azzo wichtige Weizenlieferungen vertragswidrig mit Zöllen belegt, was Venedig in erhebliche Versorgungsprobleme gestürzt hatte. Sollte Azzo die Forderungen ablehnen oder auf Zeit spielen, sollten die Gesandten ihre Reise abbrechen und zurückkehren. Sollte er hingegen seine Kapitularien teilweise ihren Forderungen anpassen, sollten sie den Dogen informieren und auf neue Weisung warten. Handlungsfreiheit erhielten die Gesandten nur, wenn sie durch den am Ort befindlichen Vicedominus oder durch venezianische Untertanen Berichte über Schädigungen erhielten. Insgesamt wurden sie aufgefordert cum bona fide und unter Beachtung der Gesandtenpflichten immer zum Vorteil und zur Ehre der Republik zu handeln.
Der Inhalt der Berichte bezog sich nur gelegentlich auf Fragen, die Menschen, ihre Einstellungen und ihre Handlungen und Denkweisen betrafen, kaum jemals auf abstrakte Fragen, wie die Wirtschaftsstruktur des Landes.
Um 1400 unterschied man zwischen „relationes“ und „ambaxiatas“, also ausführlichen Berichten einschließlich solchen aus der Gerüchteküche, und den meist auf diplomatischen Kanälen erworbenen, eher faktischen Berichten. Spätestens am Ende des 15. Jahrhunderts unterschied man zwischen Bericht erstatten (referir) und der Erstellung eines Berichts (relation).
Erst gegen Ende des 15. Jahrhunderts sind regelmäßig Relazioni überliefert, die ab etwa 1530, wenn auch immer noch nicht vollständig, sehr viel dichter archiviert worden sind.

### Vertragsverhandlungen zwischen Venedig und Byzanz (1283 bis 1286)

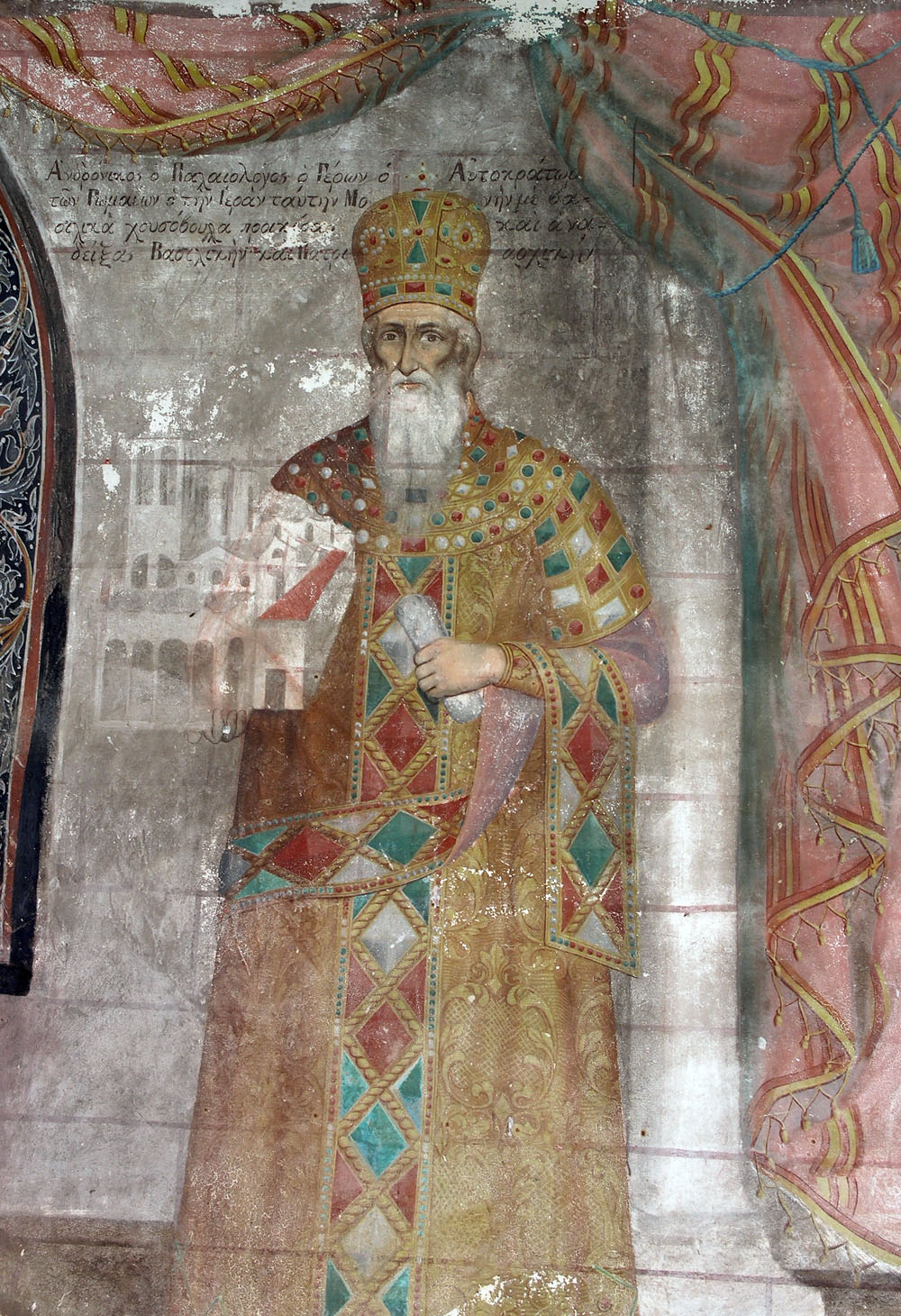
Kaiser Andronikos II. hält ein Kloster in der Hand, das von ihm privilegiert wurde, Fresko im Kloster Ioannis Prodromos bei Serres (Griechenland).

Aus dem Mittelalter sind keine geschlossenen Verlaufsberichte über diplomatische Vorgänge überliefert, dennoch lässt sich in Einzelfällen aus den Beschlüssen des Großen Rates eine Vorstellung vom Ablauf gewinnen.
Als der neue Kaiser Andronikos II. nach beinahe 24 Jahren mehr oder minder kriegsähnlicher Zustände Friedensfühler ausstreckte, trat der Große Rat am 16. September 1283 im Dogenpalast zusammen. Zunächst stimmte der Rat darüber ab, ob überhaupt Verhandlungen aufgenommen werden sollten. 166 der Anwesenden stimmten dafür, 38 enthielten sich und 40 votierten dagegen. Da das Mehrheitsprinzip galt, beschloss man zwei Tage später, zwei nuncii nach Konstantinopel zu entsenden, deren Spielraum für die anstehenden Vertragsverhandlungen fünf Tage später bestimmt wurde. Die Laufzeit des auszuhandelnden Vertrages sollte höchstens sieben bis zehn Jahre betragen. Am 25. September einigte man sich zudem auf die Forderung nach Herausgabe der jüngst gekaperten beiden Schiffe und der Gefangenen sowie der Ladung. Über sonstige Schäden wollten der Doge, seine Räte, die Leiter der Quarantia, des Obersten Gerichtshofs, separat, zusammen mit einer noch zu gründenden, zehnköpfigen Kommission verhandeln. Deren geheime Beschlüsse sollten die gleiche Gültigkeit wie die des Großen Rates besitzen. Als maximale Verhandlungsdauer wurden zwei Monate festgesetzt, dazu der Abreisetermin der Unterhändler.

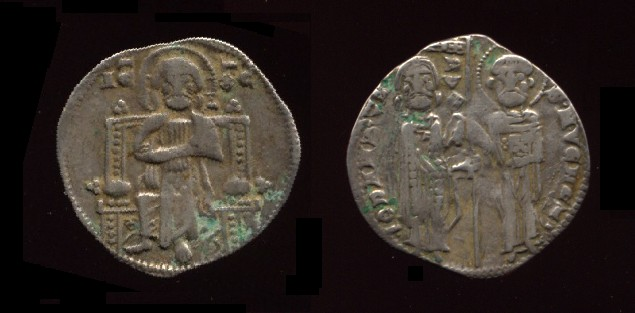
Matapan, venezianische Silbermünze von 1280

Am 26. September setzte man für jeden nuncius 400 libra für die Deckung der Reisekosten fest, was kein ungewöhnlicher Satz für eine Gesandtschaft an einen Monarchen war. Jeder Gesandte erhielt sechs Gehilfen oder famuli; dazu kam ein Notar und zwei tubatores oder Hornbläser. Dies entsprach exakt dem Aufwand einer Gesandtschaftsreise nach Tunesien in der gleichen Zeit. Ob diese Ausstattung einfach Usus war, oder ob man den Kaiser, der eine höhere Stellung als alle anderen Monarchen beanspruchte, brüskieren wollte, bleibt unklar.
Zur Ausstattung der Gesandtschaft durften die beiden eine Anleihe aufnehmen, die aus den Beiträgen der vermögenden Familien aufgebracht wurde (s. Wirtschaftsgeschichte der Republik Venedig#Anleihen). Am 14. Oktober erhielt der Kanzler den Auftrag, alles Notwendige in die Wege zu leiten. Dies bedeutete, dass er allen Beteiligten, vor allem den Gesandten, Eide abnahm, die die Rückgabe der Gefangenen, die Entschädigung und die aufzunehmenden Kredite bzw. Anleihen betrafen.
Die Entschädigungssumme setzte man auf 100.000 libra fest. Der Kaiser sah sich jedoch nicht in der Lage, diese gewaltige Summe aufzubringen – er ließ den Venezianern dies sogar schreiben, wie der Große Rat vermerken ließ –, und bat um eine neue Gesandtschaft. Der Große Rat erklärte sich zwar einverstanden, beschloss aber mit 272 zu 8 Stimmen, das Handelsembargo fortzusetzen.
Am 20. Juni 1284 beschloss man ausdrücklich, nicht nur einen, sondern zwei – möglicherweise wollte man Andronikos nicht zu sehr brüskieren – Gesandte auf einer Galeere auszusenden, doch durften sie sich nur einen Monat aufhalten, um zu verhandeln, einen weiteren Monat bis zur Übergabe von Gefangenen und Geld. Die beiden in Venedig anwesenden byzantinischen Gesandten durften mitreisen und erhielten sogar bei ihrer Abreise einen größeren Geldbetrag. Den Gesandten wurde aufgetragen, die Einbeziehung eines Feudalherren von Euböa in den Vertrag zu verlangen, doch sollte der Vertragsabschluss daran nicht scheitern – ein erster Hinweis auf die Gewichtung von Bedingungen. Man entschloss sich schließlich, drei Gesandte zu schicken. Dazu kamen Männer, deren Schiffe zu Schaden gekommen waren.
Die Gesandtschaftsreise selbst sollte über die Verhandlungsziele hinaus der venezianischen Politik dienen, indem man vorschrieb, dass die Wiedergutmachungssummen in Getreide investiert werden mussten. Venedig sah sich einem Blockadekrieg in Oberitalien gegenüber, und so versuchte man, dem Schlimmsten vorzubeugen. Doch auch diese Gesandtschaft kehrte erfolglos zurück.

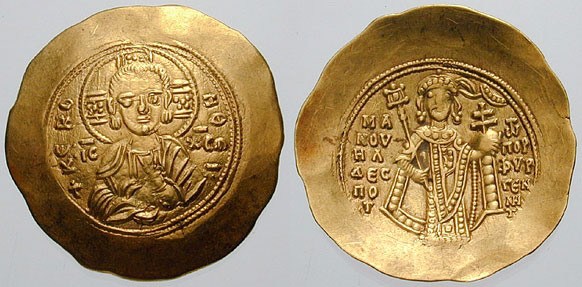
Ein wohl zwischen 1143 und 1152 geprägter Hyperperon

Am 18. Februar 1285 teilte man dem Kaiser mit, die Dominante, also der Doge, seine Räte und die drei Leiter des Obersten Gerichtshofs, werde für sich verhandeln. Diese ging auf den Vorschlag des Kaisers ein, 24.000 hyperpera zu zahlen. Doch hatte die Dominante es sehr eilig, denn die Gesandten sollten binnen acht Tagen abreisen. Doch es kursierten Gerüchte, der Kaiser könnte gestürzt werden. Falls einer der Gesandten, ihre Leute, oder mitreisende Geschädigte die Gruppe verlassen sollte, sollte er für die Dauer der Abwesenheit keine Entlohnung erhalten. Sicherheitshalber beschloss man, falls Andronikos tatsächlich bei Ankunft gestürzt worden sein sollte, mit seinem Nachfolger zu verhandeln. Am 26. Juli 1285 erkannte der Große Rat den Vertrag an.
Einen Tag später beeidete der Doge persönlich im Großen Rat feierlich den Vertrag. Bereits am folgenden Tag wurde die Blockade gegen Byzanz beendet. Ende November 1286, also nach über drei Jahren, war es jedoch erst so weit, dass der Große Rat die Dominante auffordern konnte, drei boni homines zu bestimmen, die das Geld abholen sollten. Mittels einer hohen, fünfprozentigen Anleihe konnten die drei erfahrenen und zuverlässigen Männer ausgestattet werden. Sie sollten die Münzen in Golddukaten umschmelzen lassen. Diese Goldmünzen waren erst ein Jahr zuvor eingeführt worden – Silber war bis dahin das einzige Münzmetall in Venedig –, und Venedig konnte seinen Goldbedarf damit zügig decken.

## Die Relazioni des 16. Jahrhunderts

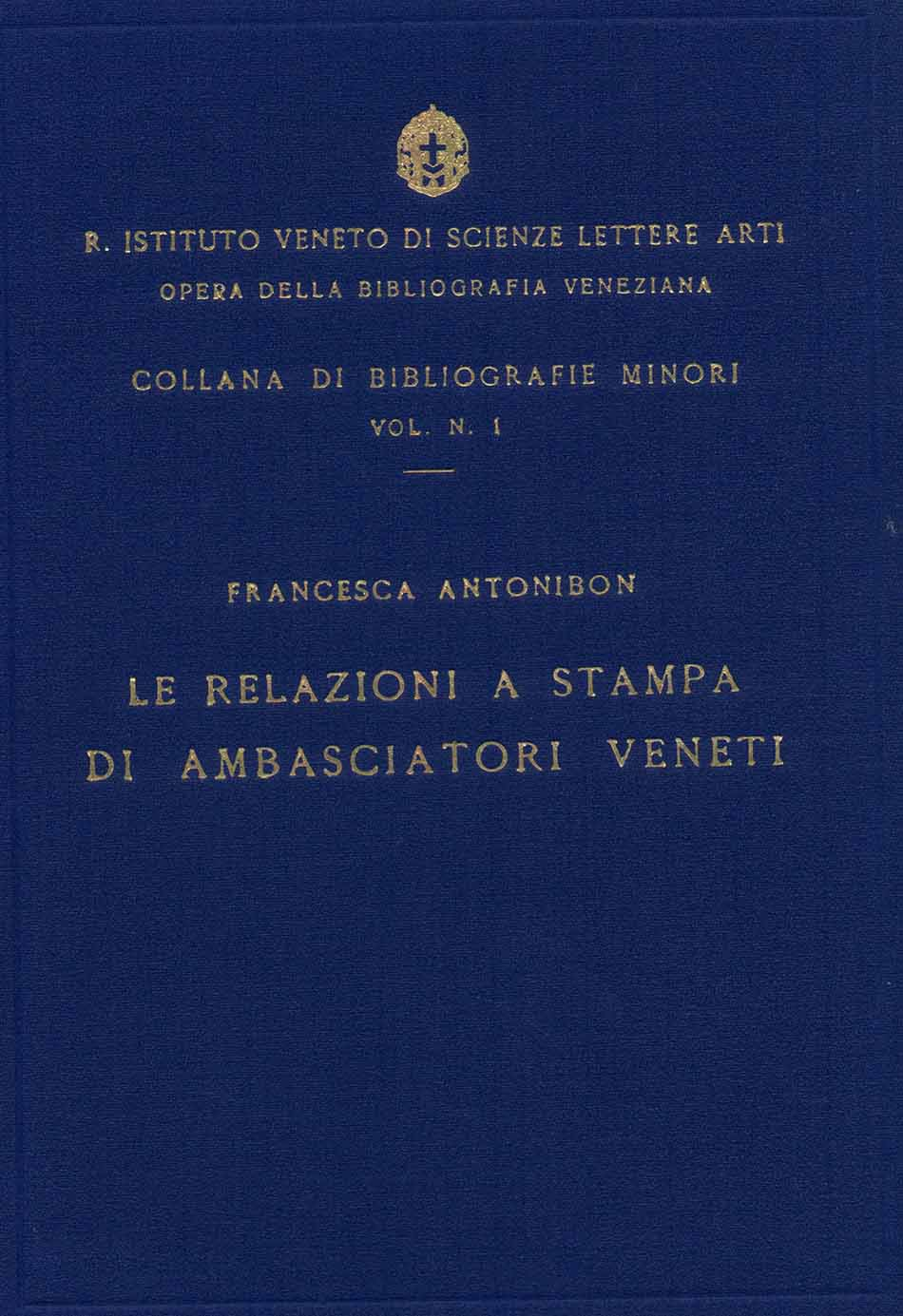
Relazioni a stampa di ambasciatori veneti, 1939

Die „klassischen“ Relazioni des 16. Jahrhunderts enthielten regelmäßig Beobachtungen über die innenpolitischen, sozialen und finanzpolitischen Gegebenheiten und wurden in einer verhältnismäßig festen Reihenfolge zunächst mündlich vor Senat und Collegio abgeliefert. Danach sollten sie binnen 15 Tagen schriftlich abgefasst werden. Letztere Bestimmung galt bereits 1268.
Im 16. Jahrhundert war es üblich, zunächst von den Ereignissen der Gesandtschaftsreise zu berichten. Dann ging der Gesandte dazu über, vom Herrscher und seiner Familie, der Haltung des Herrschers zu Venedig und anderen Staaten, von seinen regulären und irregulären Einkünften und Ausgaben in Kriegs- und Friedenszeiten, von Ratsgremien und einflussreichen Personen, vom Adel und seinem Verhältnis zum Herrscher zu berichten. Eine einfache, klare Struktur, die offenbar weit zurückreichte.

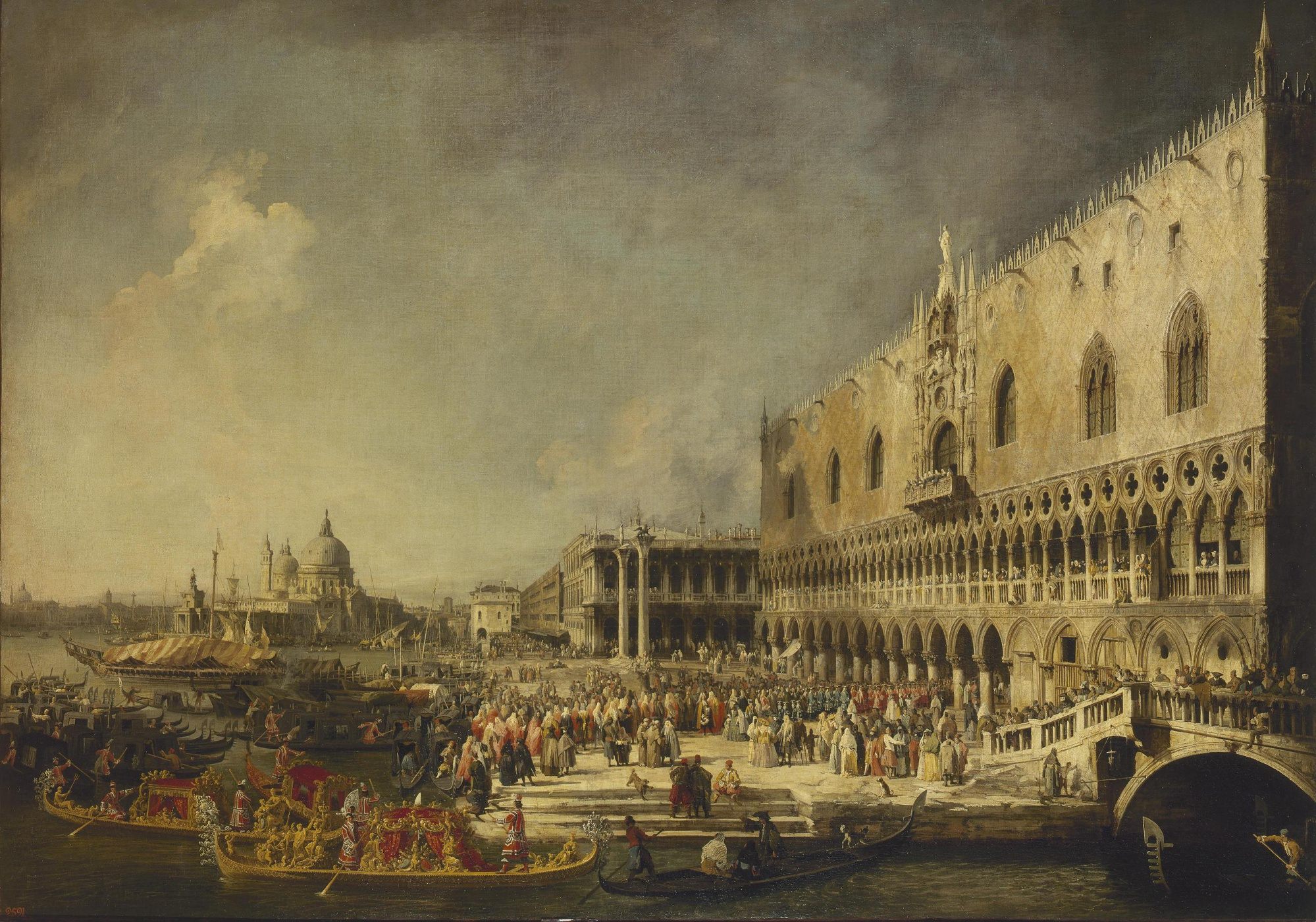
Giovanni Antonio Canal, Empfang des französischen Gesandten Jacques–Vincent Languet in Venedig, 1726–1727, Eremitage

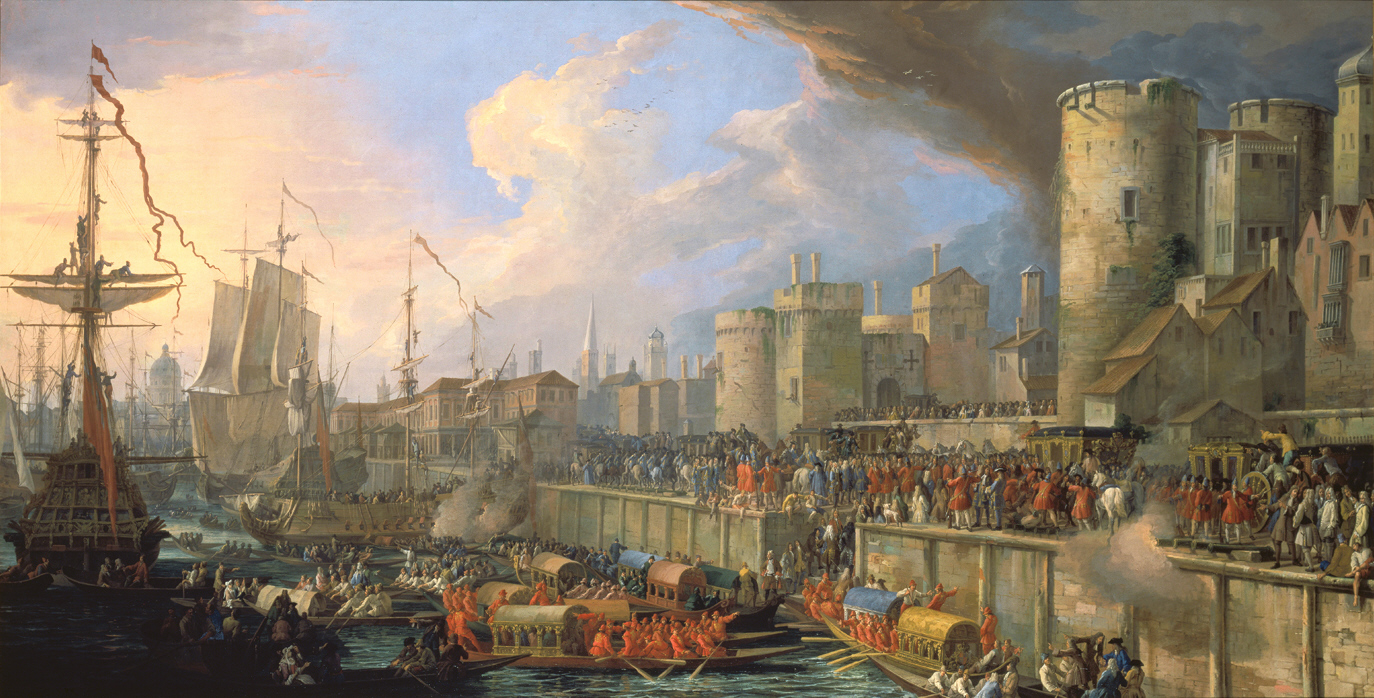
Luca Carlevarijs: Einzug der Gesandten Venedigs in London, 1707